# Замок До
Замок До (англ. Doe, ирл. Caisleán na dTuath) расположен у деревни Крислох (графство Донегол). Исторически был крепостью клана Суинни (Sweeney). Построенный в XVI веке, является одним из лучше всего сохранившихся укреплений северо-запада Ирландии. Известно, что именно сюда во время Войны трёх королевств вернулся Овен Роу, чтобы в 1642 году возглавить войска.
Брайан Макфадден сделал в этом замке предложение своей уже бывшей жене в 2001 году, там же, где его дед делал предложение его бабушке.